# Mokra Wieś (województwo mazowieckie)
Mokra Wieś – wieś w Polsce położona w województwie mazowieckim, w powiecie wołomińskim, w gminie Tłuszcz. Ma status sołectwa.
| SIMC    | Nazwa      | Rodzaj                 |
| ------- | ---------- | ---------------------- |
| 0521785 | Szymanówek | część wsi              |
| 0521791 | Zalesie    | część wsi (do 2023 r.) |

Prywatna wieś szlachecka położona była w drugiej połowie XVI wieku w powiecie kamienieckim ziemi nurskiej województwa mazowieckiego. W latach 1975–1998 miejscowość administracyjnie należała do województwa ostrołęckiego.
Znajduje się tu Zespół Szkół oraz Mokra Wieś (przystanek kolejowy).
Wierni Kościoła rzymskokatolickiego należą do parafii św. Stanisława w Postoliskach.

## Zobacz też

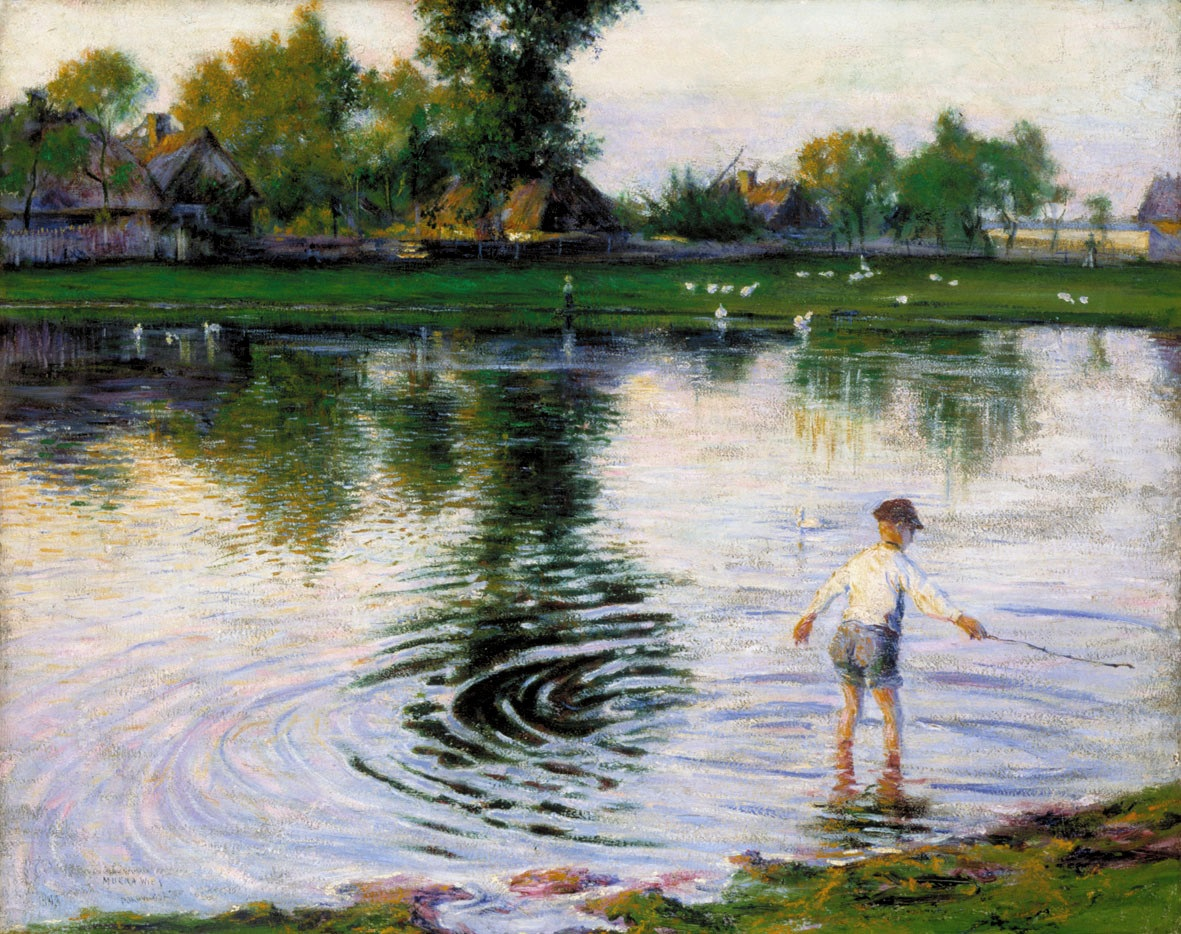
Mokra Wieś – obraz Władysława Podkowińskiego z 1892 r.